# 小野寺天汰
小野寺 天汰（おのでら てんた、男性、1996年4月6日 - ）は、日本の空手家（国際空手拳法連盟弐段）・テコンドー選手（WTF）。身長181cm、体重74kg。兵庫県伊丹市出身。聖武会館所属。関西学院大学商学部卒業。

## 来歴
師範をしている父親の影響で、4歳から空手を始める。もっと強くなりたいという思いに突き動かされ、稽古に没頭する日々を過ごす。父親と二人三脚でさまざまな試合で結果を残し、とにかく空手をすることが楽しくて仕方がなかったという。正道会館や全日本極真連合会、佐藤塾主催の全日本ジュニア大会で優勝するなど数々の大会で活躍した。その後、関西学院高等部へと進学し、高校生となると一般の大会へと舞台を移した。
2014年、POINT＆K.O.ルール協会主催の「第29回POINT＆K.O.全日本空手道選手権大会」に高校3年、18歳ながら出場し大会史上最年少で優勝を果たすと、翌2015年、さらに第5回国際選手権大会を兼ねた2016年の同大会でも優勝を飾り大会タイ記録に並ぶ3連覇及び史上最年少での国際大会制覇を果たした。
2015年11月15日に行われた白蓮会館の「第31回全日本空手道選手権大会」の男子中量級の部において、白蓮会館の全日本選手権を5連覇中（世界大会含む）の絶対王者である福地勇人を下し優勝した。
翌年、2月にタイで行われたW.K.O.（世界組手連盟）主催の世界選手権大会でも中量級で優勝を果たした。
2016年5月22日に行われたJFKO主催の「第3回全日本フルコンタクト空手道選手権大会」の男子中量級において準優勝を果たし、翌年、カザフスタンで行われる新極真会主催の「第6回全世界ウエイト制空手道選手権大会」へ日本代表として出場が決まった。
また、同年10月23日に行われた世界総極真主催の「第1回総極真世界空手道選手権大会」において、男子中量級で優勝を果たした。

## 主な成績
- POINT＆K.O.ルール協会主催　第29回POINT&K.O.全日本空手道選手権大会　男子の部　優勝（2014年4月13日）
- 極真館主催　2014全日本空手道選手権大会　争覇戦　準優勝（2014年10月26日）
- JKJO主催　第6回JKJO全日本空手道選手権大会　中量級の部　優勝（2014年11月22日）
- POINT＆K.O.ルール協会主催　第30回POINT&K.O.全日本空手道選手権大会　男子の部　優勝（2015年4月18日）
- 白蓮会館主催　第31回全日本空手道選手権大会　一般男子の部　中量級　優勝（2015年11月15日）
- W.K.O.(世界組手連盟)主催　2016W.K.O.世界組手選手権大会　中量級　優勝（2016年2月14日）
- POINT＆K.O.ルール協会主催　第5回POINT&K.O.国際空手道選手権大会（兼第31回全日本）　男子の部　優勝（2016年4月2日）
- JFKO主催　第3回全日本フルコンタクト空手道選手権大会　男子中量級　準優勝（2016年5月21日-22日）
- 世界総極真主催　第1回総極真世界空手道選手権大会　男子中量級　優勝（2016年10月22日-23日）
- 全日本テコンドー協会主催　第11回全日本学生テコンドー選手権大会　男子-74kg級　優勝（2017年9月3日）
- 全日本テコンドー協会主催　第11回全日本テコンドー選手権大会　男子-74kg級　準優勝（2018年1月21日）